# Средняя (река, впадает в Галичское озеро)
Средняя (Середняя) — река в Галичском районе Костромской области России. Впадает с востока в Галичское озеро. Длина реки составляет 25 км, площадь водосборного бассейна 102 км². В 1 км от устья принимает слева реку Шокшу и справа реку Едомшу.
Исток реки расположен в лесах у деревни Аничево в 12 км к юго-востоку от города Галич. Река течёт на северо-запад, в верхнем течении вблизи реки стоят деревни Аничево, Льгово и Свиньино; в нижнем течении река входит на низменную равнину, прилегающую к Галичскому озеру. Здесь вокруг реки существует сеть мелиоративных каналов. Крупнейшие притоки — Чёрная, Едомша (правые); Шокша (левый).

## Данные водного реестра
По данным государственного водного реестра России относится к Верхневолжскому бассейновому округу, водохозяйственный участок реки — Кострома от истока до водомерного поста у деревни Исады, речной подбассейн реки — Волга ниже Рыбинского водохранилища до впадения Оки. Речной бассейн реки — (Верхняя) Волга до Куйбышевского водохранилища (без бассейна Оки).
Код объекта в государственном водном реестре — 08010300112110000012373.